# Legin
Legin o Lekin (o Te k'in) fou un títol que van portar els alts càrrecs dels turcs a l'alta edat mitjana, equivalent a príncep hereditari. S'esmenta per primer cop com a príncep supditat entre els heftalites i després en relació als turcs occidentals i els turcs orientals.